# Габрієль Росадо
Габрієль Росадо (англ. Gabriel Rosado; 13 січня 1986) — американський професійний боксер.

## Професіональна кар'єра
Дебютував на профірингу 2006 року. Впродовж 2006—2012 рокыв здобув шістнадцять перемог і зазнав п'ять поразок в першій середній вазі. 19 січня 2013 року вийшов на бій проти чемпіона WBA та IBO в  середній вазі Геннадія Головкіна і програв технічним нокаутом в сьомому раунді.
26 жовтня 2013 року програв технічним нокаутом в десятому раунді чемпіону WBO в середній вазі британцю Пітеру Квілліну, після чого зазнав поразок від Джермелла Чарло та Давіда Лем'є.
В наступних боях перемоги чергувалися з поразками.
19 червня 2021 року переміг нокаутом перспективного узбецького боксера Бектеміра Мелікузієва. Цей нокаут був визнаний нокаутом 2021 року за версією журналу «Ринг».
Зазнавши після цього три поразки поспіль, 22 квітня 2023 року в бою за вакантний титул інтерконтинентального чемпіона за версією WBA у другій середній вазі вдруге зустрівся з Бектеміром Мелікузієвим. Діючи цього разу надзвичайно обережно, Мелікузієв здобув перемогу одностайним рішенням.